# Kapelle Vöslesrieth
Die denkmalgeschützte Kapelle Vöslesrieth befindet sich im Ortsteil Vöslesrieth der oberpfälzischen Stadt Pleystein. Sie gehört zur „Pfarrei Pleystein“ und ist dem Patrozinium Mariä Heimsuchung geweiht.

## Geschichte
Eine Kapelle in Vöslesrieth (früher Feselrieth) ist spätestens 1845 bezeugt; damals gehörte Vöslesrieth pfarrlich zur Pfarrei Altenstadt bei Vohenstrauß. Auch die Toten mussten zur Beerdigung nach Altenstadt gebracht werden; daran erinnert heute noch der „Totenweg“. Die Umpfarrung nach Pleystein erfolgte am 4. Februar 1848. Politisch zählte Vöslesrieth damals noch zu Miesbrunn, kam aber bei der Gemeindereform 1972 zur Stadt Pleystein.
Die alte Vöslesriether Kapelle wurde im Zuge von Straßenbaumaßnahmen 1966 abgerissen und etwa 100 m entfernt wurde ein Neubau aufgeführt, der am 2. Juli 1967, dem Fest Mariä Heimsuchung, durch den Pleysteiner Stadtpfarrer Andreas Pfeiffer konsekriert wurde. Die Kirche wurde 2012/13 von den Einwohnern in Eigenregie renoviert. 2017 wurde das 50-jährige Bestehen der neuen Ortskapelle gefeiert.

## Baukörper
Die kleine Kapelle besitzt einen quadratische Dachreiter mit vier Schallöffnungen, der mit einem Spitzhelm gedeckt ist. Auf der Turmspitze ist ein vergoldetes Kreuz angebracht.

## Innengestaltung
Denkmalgeschützt ist nur die Kapellenausstattung, dazu gehören in der Apsis zwei Engel ein Kruzifix, rechts an der Trennwand zum Chor  befindet sich eine farbig gefasste Barockmadonna, links ist an der Wand eine Statue des hl. Wendelin angebracht. Beide werden dem 18. Jahrhundert zugerechnet. Die Engel- und Heiligenfiguren stammen ursprünglich vom Hochaltar der alten, 1901 abgebrannten Pleysteiner Pfarrkirche. Die Kirche besitzt eine Turmglocke mit einem elektrischen Geläute.